# 635
السنة 635م (DCXXXV) هي سنة بسيطة

## أحداث
- القوات الإسلامية تدخل مدينة غزة وبعلبك ضمن حملة لفتح بلاد الشام.

## مواليد
- يوحنا الخامس

## وفيات
- واقد بن عبد الله من مشاهير الصحابة وأول من قتل مشركاً في الإسلام.
- أبو قحافة صحابي ووالد الخليفة الراشدي الأول أبو بكر الصديق.
- المثنى بن حارثة صحابي جليل
- العلاء بن الحضرمي